# فرودگاه بتلز
فرودگاه بتلز (به انگلیسی: Bettles Airport) یک فرودگاه همگانی بهره‌برداری هوایی با کد یاتا BTT است که یک باند فرود شن دارد و طول باند آن ۱۵۸۲ متر است. این فرودگاه در کشور ایالات متحده آمریکا قرار دارد و در ارتفاع ۱۹۷ متری از سطح دریا واقع شده‌است.